# Partido Nacional Demócrata Mongol
El Partido Nacional Demócrata Mongol (Монгол Үндэсний Ардчилсан Нам) es un partido político de Mongolia fundado por el ex primer ministro Mendsaikhany Enkhsaikhan.
El partido formó parte de la Coalición de Justicia al lado del Partido Revolucionario del Pueblo de Mongolia logrando 11 asientos y siendo miembro junior de la coalición de gobierno junto a los demócratas, no obtuvo representación en los comicios parlamentarios de 2016.
En las elecciones legislativas de 2020, el partido formó parte del grupo Nueva Coalición, pero no obtuvo ningún escaño.